# 鮑曼布拉夫 (北卡羅萊納州)
鮑曼布拉夫（英語：Bowman Bluff）是位於美國北卡羅萊納州亨德森縣的非建制地區。

## 歷史
鮑曼布拉夫的郵局於1856年設立，其後於1904年停運。

## 地理
鮑曼布拉夫所處的海拔為高於海平面651米（即2136英呎），而該地所採用的時區為UTC-5，即北美东部时区（EST）。同時該地設有夏令時間，為UTC-5調快一小時，即UTC-4（EDT）。